# Коэльо, Антониу ди Альбукерке
Антониу ди Альбукерке Коэльо (1682, Санта-Крус-де-Макутта, Мараньян, португальская Бразилия — 1745, Мадре-де-Деуш, Португальская Индия) — португальский колониальный чиновник.
Был незаконнорождённым сыном Антониу ди Альбукерке Коэльо ди Карвалью, мелкого чиновника, служившего в самой Португалии, Бразилии и некоторое время в Анголе, и Анжелы ди Барриос у ди Асеведо, чьи предки происходили как из Португалии, так и из Бразилии, причём в её роду были как африканцы, так и бразильские индейцы. Их сын, таким образом, считался метисом. Начальное образование получил в родной деревне у священника, затем был отправлен отцом на обучение в Португалию. После окончания образования служил в военно-морском флоте. Затем был вынужден уйти с государственной службы и поселился в Макао, где обучился китайскому языку и перенял китайские обычаи, много сделав для укрепления португальской власти на данной территории и в конце концов будучи назначен губернатором колонии.
На протяжении своей жизни он в разное время служил практически во всех колониях, составлявших Португальскую империю. Несмотря на то, что он был человеком смешанного европейско-африканского-индейского происхождения, ему удалось добиться весьма высоких постов в колониальной иерархии, что было крайне необычно для того времени. В разное время он был губернатором Макао, Тимора и острова Пате.